# جوليا أبيجيل فليتشير كارني
جوليا أبيجيل فليتشير كارني (بالإنجليزية: Julia Abigail Fletcher Carney)‏ هي كاتِبة وشاعرة أمريكية، ولدت في 6 أبريل 1823 في لانكاستر في الولايات المتحدة، وتوفيت في 1 نوفمبر 1908.